# Корнеев, Виталий Ефимович
Виталий Ефимович Корнеев — советский хозяйственный и политический деятель.

## Биография
Родился в 1909 году в Красном Куте. Член КПСС.
Окончил Новочеркасский политехнический институт.
В 1938—1941 гг. — начальник производства на Славянском содовом заводе Сталинской области Украинской ССР.
Участник Великой Отечественной войны: начальник химической службы запасного стрелкового батальона Прибалтийского военного округа, 390-го запасного стрелкового полка 10-й запасной стрелковой дивизии 1-го Белорусского фронта.
В 1944—1948 гг. — заместитель главного инженера, главный инженер Славянского содового завода.
В 1948—1959 гг. — главный инженер, в 1959—1966 гг. — директор Стерлитамакского содово-цементного комбината.
В 1966—1974 гг. — начальник Главного управления содовой промышленности Министерства химической промышленности СССР.
В 1974—1986 гг. — ведущий инженер НИИТХИМ.
За разработку прогрессивных способов получения хромсодержащих продуктов, обеспечивших их многотоннажное производство, был в составе коллектива удостоен Государственной премии СССР в области науки и техники 1983 года.
Делегат XXII съезда КПСС.
Умер в Москве.

## Награды
- Орден Ленина (25.08.1971)
- Орден Отечественной войны II степени (06.11.1985)
- Орден Трудового Красного Знамени (дважды)
- Орден Знак Почёта